# معاشران گره از زلف یار باز کنید
غزلی با مطلع «معاشران گره از زلف یار باز کنید»، غزل شمارهٔ ۲۴۴ از دیوانِ حافظ در تصحیحِ محمد قزوینی و قاسم غنی است.

## مفهوم و درون‌مایه
اشاره به زلف یار دارد

## در اجراها
نادر گلچین در برنامهٔ شمارهٔ ۱۱۱ از مجموعهٔ گل‌های تازه این غزل را در دستگاهِ ماهور اجرا کرده‌است.